# Presses universitaires de Rennes
Les Presses universitaires de Rennes (PUR) sont une maison d'édition universitaire fondées en 1984 à Rennes, en France, et rattachées à l'université Rennes-II. Elles sont actives dans le domaine des lettres, et des sciences humaines et sociales. En 2010, elles sont, avec 274 ouvrages publiés par an, la plus grande maison d'édition universitaire en France.
Elles sont créées en 1984 sous la forme d'un service d’édition de l'université, avant de se développer sous l'impulsion d'André Lespagnol en devenant en 1990 une véritable maison d'édition universitaire dotée d'un comité éditorial indépendant. En 2004, elles deviennent un service d'activités industrielles et commerciales commun aux dix universités de l'Ouest atlantique.

## Histoire

### Débuts
L'université Rennes-II se dote en 1984 d'un service d'édition dont le but est alors de valoriser la recherche et de publier des actes de colloques de l'établissement qui ne trouvaient pas preneurs. Les premières publications sont faites dès 1985. Une dizaine de livres ou de revues sont ainsi publiés tous les ans à cette époque.
En 1990, le président de l'université André Lespagnol décide de structurer ce service en véritable maison d'édition universitaire dotée d'un comité éditorial indépendant de l'université afin de sélectionner et de recomposer les textes, mais aussi de permettre un niveau de publication compatible avec la qualité attendue pour des ventes au grand public. Les locaux sont déménagés du campus de Villejean vers le campus de la Harpe lorsque celui-ci se développe au milieu des années 1990.

### Développement
En 1991, Pierre Corbel a pris la relève d'André Lespagnol en tant que directeur des Presses Universitaires Rennaises et a concrétisé ses ambitions au cours des 25 années de son mandat, faisant notamment passer le nombre de publications annuelles de 11 livres en 1991 à 300 en 2016, année de son départ en retraite.
le 1er janvier 2004, les Presses universitaires de Rennes sont constituées en service d'activités industrielles et commerciales commun aux dix universités membres du Réseau des universités de l'Ouest Atlantique. Il s'agit des universités d'Angers, Brest (université de Bretagne Occidentale), Lorient (université de Bretagne Sud), La Rochelle, Le Mans, Nantes, Orléans, Poitiers, Rennes 1 & 2 et Tours qui cofinancent les éditions[source secondaire souhaitée]. Les PUR restent néanmoins rattachées à l'université Rennes-II. Il s'agit à cette date du seul Saic édition et du seul Saic inter établissements de France.
Elles publient lors de ce changement de statut une centaine d'ouvrage par an, et ce chiffre passe à 130 dès 2005, puis à 170 en 2007, et enfin à 274 en 2010, en faisant ainsi les premières presses universitaires en France par le nombre de livres édités. Cette croissance est principalement le fait d'une augmentation du nombre de publications en provenance d'autres universités que Rennes 2, celle-ci fournissant 41 ouvrages en 2010, les autres universités du réseau 90, et les autres universités le reste. En 2020, le chiffre d'affaires des PUR place le groupe à la 68e des maisons d'édition françaises.

## Domaines de publication
Les Presses universitaires de Rennes sont spécialisées dans l'édition d'ouvrages dans les domaines des lettres et des sciences humaines et sociales.
La maison d'édition distingue ainsi cinq domaines principaux, eux-mêmes subdivisées en sous-domaines :

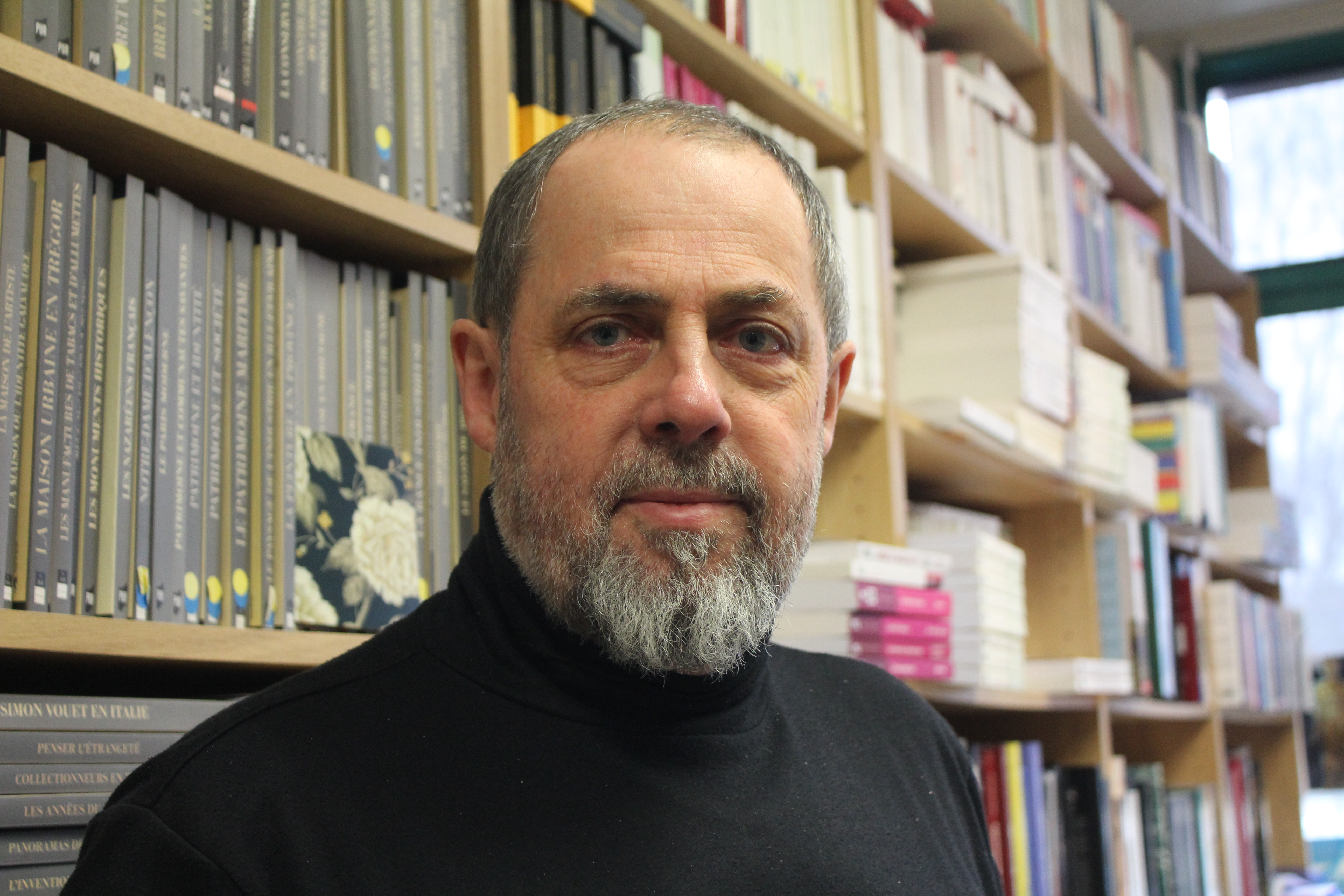
2012 : Pierre Corbel, directeur des PUR jusqu'en 2016.

1. Art ;
2. Histoire ;
3. Langues et civilisations ;
4. Littérature ;
5. Sciences humaines et sociales.

## Comité éditorial
Chaque année, les Presses universitaires de Rennes publient cent cinquante ouvrages d'universitaires et aident les chercheurs à devenir des auteurs.
Le choix d'une politique d'édition indépendante et de qualité est garantie par un Comité éditorial, où les neuf universités sont représentées. La continuité des revues et des collections est assurée par des comités de lecture ou des directeurs.